# Phaenocarpa hirsuta
Phaenocarpa hirsuta is een insect dat behoort tot de orde vliesvleugeligen (Hymenoptera) en de familie van de schildwespen (Braconidae). De wetenschappelijke naam van de soort werd voor het eerst geldig gepubliceerd door Koponen & Vikberg in 2005.